# Fudbalski Klub Velež Mostar 2022-2023
Questa voce raccoglie le informazioni riguardanti il Velež Mostar nelle competizioni ufficiali della stagione 2022-2023.

## Divise e sponsor
Lo sponsor tecnico per la stagione 2022-2023 è Number1, mentre lo sponsor ufficiale è Bosnalijek.
| 1ª divisa | 2ª divisa |

## Rosa
| N. |                                 | Ruolo | Calciatore       |
| -- | ------------------------------- | ----- | ---------------- |
| 3  | Croazia (bandiera)              | D     | Antonio Pavić    |
| 4  | Bosnia ed Erzegovina (bandiera) | D     | Denis Zvonić     |
| 5  | Bosnia ed Erzegovina (bandiera) | D     | Adin Bajrić      |
| 6  | Bosnia ed Erzegovina (bandiera) | D     | Samir Zeljković  |
| 7  | Bosnia ed Erzegovina (bandiera) | C     | Omar Pršeš       |
| 8  | Bosnia ed Erzegovina (bandiera) | D     | Ante Hrkač       |
| 9  | Bosnia ed Erzegovina (bandiera) | A     | Nedim Hadžić     |
| 10 | Bosnia ed Erzegovina (bandiera) | C     | Nemanja Anđušić  |
| 11 | Bosnia ed Erzegovina (bandiera) | C     | Haris Ovčina     |
| 12 | Bosnia ed Erzegovina (bandiera) | P     | Edis Nanic       |
| 13 | Bosnia ed Erzegovina (bandiera) | A     | Lejs Pličanić    |
| 14 | Bosnia ed Erzegovina (bandiera) | C     | Ardonis Mučaj    |
| 16 | Bosnia ed Erzegovina (bandiera) | C     | Tarik Šikalo     |
| 17 | Bosnia ed Erzegovina (bandiera) | A     | Nermin Haskić    |
| 18 | Serbia (bandiera)               | C     | Jovan Blagojević |
| 20 | Bosnia ed Erzegovina (bandiera) | A     | Dževad Sijamija  |
| 22 | Montenegro (bandiera)           | D     | Mitar Ćuković    |
| 24 | Bosnia ed Erzegovina (bandiera) | C     | Dino Hasanović   |
| 25 | Croazia (bandiera)              | D     | Frane Ikić       |
| 26 | Bosnia ed Erzegovina (bandiera) | C     | Emir Halilović   |
| 27 | Isole Salomone (bandiera)       | A     | Raphael Lea'i    |

| N. |                                 | Ruolo | Calciatore         |
| -- | ------------------------------- | ----- | ------------------ |
| 28 | Bosnia ed Erzegovina (bandiera) | C     | Faris Kadrić       |
| 30 | Germania (bandiera)             | D     | Marko Karamarko    |
| 31 | Austria (bandiera)              | P     | Osman Hadžikić     |
| 33 | Bosnia ed Erzegovina (bandiera) | D     | Haris Jogunović    |
| 38 | Bosnia ed Erzegovina (bandiera) | C     | Dženan Puce        |
| 47 | Bosnia ed Erzegovina (bandiera) | A     | Amar Milak         |
| 70 | Brasile (bandiera)              | C     | Wallace            |
| 77 | Bosnia ed Erzegovina (bandiera) | A     | Alen Dejanović     |
| 80 | Bosnia ed Erzegovina (bandiera) | A     | Arman Džanković    |
| 88 | Serbia (bandiera)               | D     | Saša Domić         |
| 93 | Bosnia ed Erzegovina (bandiera) | P     | Slaviša Bogdanović |
| 99 | Bosnia ed Erzegovina (bandiera) | C     | Ajdin Drina        |
| 47 | Bosnia ed Erzegovina (bandiera) | D     | Elvir Muminović    |
| 28 | Bosnia ed Erzegovina (bandiera) | C     | Edo Vehabović      |
| -- | Costa d'Avorio (bandiera)       | C     | Stephane Barou     |
| -- | Bosnia ed Erzegovina (bandiera) | C     | Mehmed Ćosić       |
| -- | Serbia (bandiera)               | P     | Marko Jovičić      |
| -- | Bosnia ed Erzegovina (bandiera) | D     | Amar Kvakić        |
| -- | Serbia (bandiera)               | A     | Đorđe Pantelić     |
| -- | Bosnia ed Erzegovina (bandiera) | C     | Samir Radovac      |
| -- | Bosnia ed Erzegovina (bandiera) | A     | Dženan Zajmović    |

## Calciomercato

### Sessione estiva
| Acquisti | Acquisti         | Acquisti         | Acquisti                       |
| R.       | Nome             | da               | Modalità                       |
| -------- | ---------------- | ---------------- | ------------------------------ |
| D        | Antonio Pavić    | Gżira Utd        | acquisto definitivo (gratuito) |
| A        | Đorđe Pantelić   | Radnik Bijeljina | acquisto definitivo (gratuito) |
| C        | Emir Halilović   | Zalaegerszeg     | acquisto definitivo (gratuito) |
| D        | Frane Ikić       | Gyirmót          | acquisto definitivo (gratuito) |
| D        | Elvir Muminović  | Sion             | acquisto definitivo (gratuito) |
| D        | Amar Kvakić      | Metalist 1925    | acquisto definitivo (gratuito) |
| D        | Nermin Alagić    | Igman Konjic     | acquisto definitivo (gratuito) |
| C        | Jovan Blagojević | Radnik Bijeljina | acquisto definitivo (gratuito) |
| A        | Dževad Sijamija  | Travnik          | prestito (30.6.2023            |
| C        | Melvin Osmić     | Cibalia          | fine prestito (30.6.2022)      |

| Cessioni | Cessioni        | Cessioni      | Cessioni                       |
| R.       | Nome            | a             | Modalità                       |
| -------- | --------------- | ------------- | ------------------------------ |
| A        | Brandao         | Qyzyljar      | cessione definitiva (gratuita) |
| D        | Tarik Isić      | Kukësi        | cessione definitiva (gratuita) |
| C        | Melvin Osmić    | Sloboda Tuzla | cessione definitiva (gratuita) |
| D        | Slaviša Radović | Liepāja       | ?                              |
| D        | Nermin Alagić   | Igman Konjic  | prestito (1.6.2023)            |
| C        | Đani Salčin     | Sarajevo      | fine prestito (1.6.2022)       |
| A        | Demir Peco      | Varaždin      | fine prestito (30.6.2022)      |

### Sessione invernale
| Acquisti | Acquisti        | Acquisti         | Acquisti                       |
| R.       | Nome            | da               | Modalità                       |
| -------- | --------------- | ---------------- | ------------------------------ |
| D        | Mitar Ćuković   | Panevėžys        | acquisto definitivo (gratuito) |
| D        | Marko Karamarko | Croatia Zmijavci | acquisto definitivo (gratuito) |
| A        | Nedim Hadžić    | Radomlje         | acquisto definitivo (gratuito) |
| C        | Wallace         | HNK Gorica       | acquisto definitivo (gratuito) |
| D        | Ante Hrkać      | Tuzla City       | acquisto definitivo (gratuito) |
| C        | Ardonis Mučaj   | Željezničar      | acquisto definitivo (gratuito) |
| D        | Saša Domić      | Dugo Selo        | acquisto definitivo (gratuito) |
| A        | Raphael Lea'i   | Henderson Eels   | acquisto definitivo (gratuito) |
| A        | Lejs Pličanić   | Vrapče Zagabria  | acquisto definitivo (gratuito) |
| C        | Tino Blaž Lauš  | Hajduk Spalato   | prestito (30.6.2023)           |
| P        | Osman Hadžikić  | svincolato       | acquisto definitivo (gratuito) |

| Cessioni | Cessioni        | Cessioni   | Cessioni                       |
| R.       | Nome            | a          | Modalità                       |
| -------- | --------------- | ---------- | ------------------------------ |
| C        | Samir Radovac   |            | svincolato                     |
| A        | Dženan Zajmović |            | svincolato                     |
| A        | Đorđe Pantelić  | Tuzla City | cessione definitiva (gratuita) |
| D        | Mehmed Ćosić    | Kolubara   | cessione definitiva (gratuita) |
| P        | Marko Jovičić   |            | svincolato                     |
| C        | Stephane Barou  | Denguélé   | cessione definitiva (gratuita) |
| D        | Amar Kvakić     |            | svincolato                     |
| A        | Arman Džanković |            | svincolato                     |

## Risultati

### Premijer Liga

#### Fase regolare
| Arbitro: | Bilbija |

|           |           |              |
| Jović 18’ | Marcatori | 68’ Pantelić |

| Arbitro: | Irfan |

|                                      |           |            |
| Dejanović 35’ Anđušić 71’ Haskić 90’ | Marcatori | 48’ Štilić |

| Arbitro: | Sivac |

|              |           |  |
| Aćimović 12’ | Marcatori |  |

| Arbitro: | Njegomirović |

|           |           |               |
| Haskić 7’ | Marcatori | 36’ Jakupović |

| Široki Brijeg 27 agosto 2022, ore 19:00 UTC+2 7ª giornata | Široki Brijeg | 0 – 0 referto | Velež Mostar | Stadio Pecara (3400 spett.)\| Arbitro: \| Bilbija \| |
| Arbitro:                                                  | Bilbija       |               |              |                                                      |

| Arbitro: | Deljković |

|                                          |           |  |
| Krstovski 43’ Milanović 54’ Janković 81’ | Marcatori |  |

| Arbitro: | Mulahasanović |

|                                                   |           |  |
| Zajmović 3’ Zajmović 48’ Haskić 82’ Halilović 85’ | Marcatori |  |

| Novi Grad 10 settembre 2022, ore 16:00 UTC+2 10ª giornata | Borac Banja Luka | 0 – 0 referto | Velež Mostar | Stadion Mlakve (500 spett.)\| Arbitro: \| Music \| |
| Arbitro:                                                  | Music            |               |              |                                                    |

| Arbitro: | Mulahasanović |

|             |           |                     |
| Vranješ 48’ | Marcatori | 66’ (aut.) Devedžić |

| Arbitro: | Peljto |

|              |           |             |
| Zajmović 57’ | Marcatori | 76’ I. Ikić |

| Arbitro: | Musić |

|           |           |  |
| Bekić 10’ | Marcatori |  |

| Arbitro: | Janković |

|               |           |           |
| Halilović 28’ | Marcatori | 14’ Jović |

| Arbitro: | Kazlagić |

|              |           |  |
| Zajmović 86’ | Marcatori |  |

| Arbitro: | Gedžić |

|             |           |  |
| Anđušić 70’ | Marcatori |  |

| Arbitro: | Jelić |

|                       |           |  |
| Amoah 51’ Mekić 90+2’ | Marcatori |  |

| Arbitro: | Njegomirović |

|              |           |  |
| Pantelić 65’ | Marcatori |  |

| Arbitro: | Mulahasanović |

|                                               |           |                                            |
| Dejanović 12’ Ikić 26’ Haskić 40’ Anđušić 50’ | Marcatori | 47’ Vukoja 63’ Vukoja 65’ Ćavar 86’ Vukoja |

| Arbitro: | Bandić |

|                           |           |                              |
| Vehabović 9’ Zajmović 85’ | Marcatori | 29’ Stevanović 73’ Jašarević |

| Arbitro: | Petrović |

|  |           |            |
|  | Marcatori | 77’ Haskić |

| Arbitro: | Bilbija |

|               |           |  |
| Vehabović 72’ | Marcatori |  |

| Arbitro: | Peljto |

|            |           |                           |
| Haskić 29’ | Marcatori | 19’ Ilinković Kiš Ivančić |

| Arbitro: | Petrović |

|  |           |                       |
|  | Marcatori | 73’ (aut.) Martinović |

| Mostar 19 marzo 2023, ore 20:00 UTC+2 23ª giornata | Velež Mostar | 0 – 0 referto | Sloboda Tuzla | Stadio Rođeni (2500 spett.)\| Arbitro: \| Kazlagić \| |
| Arbitro:                                           | Kazlagić     |               |               |                                                       |

| Arbitro: | Petrović |

|  |           |                     |
|  | Marcatori | 38’ Haskić 66’ Lauš |

| Arbitro: | Deljković |

|                          |           |  |
| Vehabović 17’ Haskić 70’ | Marcatori |  |

| Arbitro: | Njegomirović |

|              |           |            |
| Pantelić 90’ | Marcatori | 81’ Haskić |

| Arbitro: | Bandić |

|         |           |  |
| Kiš 25’ | Marcatori |  |

| Arbitro: | Topalović |

|           |           |  |
| Ćavar 68’ | Marcatori |  |

| Arbitro: | Bandić |

|                              |           |  |
| Haskić 6’ Anđušić 72’ (rig.) | Marcatori |  |

| Arbitro: | Sivac |

|                                    |           |             |
| Clarismario Santos 20’ Haračić 72’ | Marcatori | 51’ Anđušić |

| Arbitro: | Kazlagić |

|                                    |           |                                       |
| Haskić 30’ Lea'i 33’ Dejanović 45’ | Marcatori | 9’ Denković 48’ Duraković 67’ Bešagić |

| Arbitro: | Petrović |

|                                           |           |                                                                                      |
| Anđušić 4’ Haskić 74’ Sijamija 87’ (rig.) | Marcatori | 11’ Varešanović 24’ Ziljkić 57’ Renan Oliveira 76’ Renan Oliveira 83’ Renan Oliveira |

| Arbitro: | Gigović |

|                        |           |            |
| Dadić 18’ Boban 90+10’ | Marcatori | 5’ Anđušić |

### Coppa di Bosnia ed Erzegovina

#### Sedicesimi di finale
| Arbitro: | Kazlagić |

|  |           |                          |
|  | Marcatori | 74’ Anđušić 87’ Zajmović |

Con la vittoria per 2-0 sul TOŠK Tešanj, il Velez Mostar passa agli ottavi di finale di Coppa di Bosnia ed Herzegovina.

#### Ottavi di finale
| Mostar 18 febbraio 2023, ore 18:30 UTC+2 Ottavi di finale (gara unica) | Velež Mostar | 2 – 0 referto | Posušje | Stadio Rođeni |
| \| \| \| \| \| Haskić 22’ Halilović 71’ \| Marcatori \| \|             |              |               |         |               |
|                                                                        |              |               |         |               |
| Haskić 22’ Halilović 71’                                               | Marcatori    |               |         |               |

Con la vittoria per 2-0 sul Posušje, il Velez Mostar si è qualificato per i quarti di finale di Coppa di Bosnia ed Herzegovina.

#### Quarti di finale
| Doboj 1 marzo 2023, ore 19:30 UTC+2 Quarti di finale (andata)        | Sloga Doboj | 0 – 3 referto                      | Velež Mostar | Stadio Luke |
| \| \| \| \| \| \| Marcatori \| 53’ Haskić 86’ Haskić 90+2’ Haskić \| |             |                                    |              |             |
|                                                                      |             |                                    |              |             |
|                                                                      | Marcatori   | 53’ Haskić 86’ Haskić 90+2’ Haskić |              |             |

| Mostar 15 marzo 2023, ore 19:00 UTC+2 Quarti di finale (ritorno)                | Velež Mostar | 4 – 0 referto | Sloga Doboj | Stadio Rođeni |
| \| \| \| \| \| Vehabović 7’ Dejanović 22’ Wallace 55’ Haskić \| Marcatori \| \| |              |               |             |               |
|                                                                                 |              |               |             |               |
| Vehabović 7’ Dejanović 22’ Wallace 55’ Haskić                                   | Marcatori    |               |             |               |

Con il risultato aggregato di 7-0, il Velez Mostar si è qualificato per le semifinali di Coppa di Bosnia ed Erzegovina.

#### Semifinali
| Mostar 5 aprile 2023, ore 20:30 UTC+2 Semifinale (andata) | Velež Mostar | 1 – 0 referto | Željezničar | Stadio Rođeni |
| \| \| \| \| \| Šikalo 7’ \| Marcatori \| \|               |              |               |             |               |
|                                                           |              |               |             |               |
| Šikalo 7’                                                 | Marcatori    |               |             |               |

| Sarajevo 19 aprile 2023, ore 18:30 UTC+2 Semifinale (ritorno)    | Željezničar | 1 – 2 referto          | Velež Mostar | Stadio Grbavica |
| \| \| \| \| \| Beća 6’ \| Marcatori \| 16’ Zvonić 72’ Anđušić \| |             |                        |              |                 |
|                                                                  |             |                        |              |                 |
| Beća 6’                                                          | Marcatori   | 16’ Zvonić 72’ Anđušić |              |                 |

Con il risultato aggregato di 3-1, il Velez Mostar si è qualificato per la finale di Coppa di Bosnia ed Erzegovina.

#### Finale
| Arbitro: | Bilbija |

|  |           |          |
|  | Marcatori | 52’ Ćuže |

Con la sconfitta per 0-1 per mano dello Zrinjski, il Velez Mostar è uscito sconfitto dalla finale di Coppa di Bosnia ed Erzegovina.

### Conference League

#### Secondo turno (Main Path)
| Arbitro: | Andrew Davey |

|  |           |                 |
|  | Marcatori | 30’ Guillaumier |

| Arbitro: | Juri Frischer |

|           |           |  |
| Jonny 15’ | Marcatori |  |

Con il risultato aggregato di 0-2, il Velez Mostar viene eliminato dalla Conference League.

## Statistiche

### Statistiche di squadra
| Competizione            | Punti | In casa | In casa | In casa | In casa | In casa | In casa | In trasferta | In trasferta | In trasferta | In trasferta | In trasferta | In trasferta | Totale | Totale | Totale | Totale | Totale | Totale | DR  |
| Competizione            | Punti | G       | V       | N       | P       | Gf      | Gs      | G            | V            | N            | P            | Gf           | Gs           | G      | V      | N      | P      | Gf     | Gs     | DR  |
| ----------------------- | ----- | ------- | ------- | ------- | ------- | ------- | ------- | ------------ | ------------ | ------------ | ------------ | ------------ | ------------ | ------ | ------ | ------ | ------ | ------ | ------ | --- |
| Premijer Liga           | 48    | 17      | 7       | 7       | 3       | 30      | 22      | 16           | 4            | 5            | 7            | 10           | 15           | 33     | 12     | 11     | 10     | 38     | 37     | +1  |
| Coppa Bosnia Erzegovina | -     | 2       | 1       | 0       | 1       | 2       | 1       | 4            | 4            | 0            | 0            | 11           | 1            | 6      | 5      | 0      | 1      | 13     | 2      | +11 |
| Conference League       | -     | 1       | 0       | 0       | 1       | 0       | 1       | 1            | 0            | 0            | 1            | 0            | 1            | 2      | 0      | 0      | 2      | 0      | 2      | -2  |
| Totale                  | -     | 20      | 8       | 7       | 5       | 32      | 24      | 21           | 8            | 5            | 8            | 21           | 17           | 41     | 17     | 11     | 13     | 51     | 41     | +10 |

### Statistiche individuali
Nota: I dati sulle presenze e i cartellini per le partite di Coppa Bosnia Erzegovina fino ai quarti di finale non sono attualmente disponibili.
| Giocatore     | Premijer Liga | Premijer Liga | Premijer Liga | Premijer Liga | Coppa Bosnia Erzegovina | Coppa Bosnia Erzegovina | Coppa Bosnia Erzegovina | Coppa Bosnia Erzegovina | Conference League | Conference League | Conference League | Conference League | Totale   | Totale | Totale      | Totale     |
| Giocatore     | Presenze      | Reti          | Ammonizioni   | Espulsioni    | Presenze                | Reti                    | Ammonizioni             | Espulsioni              | Presenze          | Reti              | Ammonizioni       | Espulsioni        | Presenze | Reti   | Ammonizioni | Espulsioni |
| ------------- | ------------- | ------------- | ------------- | ------------- | ----------------------- | ----------------------- | ----------------------- | ----------------------- | ----------------- | ----------------- | ----------------- | ----------------- | -------- | ------ | ----------- | ---------- |
| N. Anđušić    | 26            | 7             | 2             | 0             | 4                       | 1                       | 0                       | 0                       | 2                 | 0                 | 0                 | 0                 | 32       | 8      | 2           | 0          |
| A. Bajrić     | 9             | 0             | 1             | 0             | 0                       | 0                       | 0                       | 0                       | 1                 | 0                 | 1                 | 0                 | 10       | 0      | 2           | 0          |
| J. Blagojević | 16            | 0             | 0             | 0             | 0                       | 0                       | 0                       | 0                       | 1                 | 0                 | 0                 | 0                 | 17       | 0      | 0           | 0          |
| S. Bogdanović | 21            | -23           | 1             | 0             | 2                       | 0                       | 1                       | 0                       | 2                 | -2                | 0                 | 0                 | 25       | -25    | 2           | 0          |
| M. Ćuković    | 9             | 0             | 0             | 0             | 3                       | 0                       | 0                       | 0                       | 0                 | 0                 | 0                 | 0                 | 12       | 0      | 0           | 0          |
| A. Dejanović  | 30            | 3             | 4             | 0             | 5                       | 1                       | 0                       | 0                       | 1                 | 0                 | 0                 | 0                 | 36       | 4      | 4           | 0          |
| K. Đuliman    | 1             | 0             | 0             | 0             | 0                       | 0                       | 0                       | 0                       | 0                 | 0                 | 0                 | 0                 | 1        | 0      | 0           | 0          |
| S. Domić      | 10            | 0             | 1             | 0             | 4                       | 0                       | 0                       | 0                       | 0                 | 0                 | 0                 | 0                 | 14       | 0      | 1           | 0          |
| Đ. Gosto      | 4             | 0             | 0             | 0             | 0                       | 0                       | 0                       | 0                       | 0                 | 0                 | 0                 | 0                 | 4        | 0      | 0           | 0          |
| N. Hadžić     | 5             | 0             | 0             | 0             | 1                       | 1                       | 0                       | 0                       | 0                 | 0                 | 0                 | 0                 | 6        | 1      | 0           | 0          |
| O. Hadžikić   | 11            | -14           | 1             | 0             | 3                       | -2                      | 0                       | 0                       | 0                 | 0                 | 0                 | 0                 | 14       | -16    | 1           | 0          |
| E. Halilović  | 22            | 2             | 5             | 0             | 3                       | 0                       | 0                       | 0                       | 2                 | 0                 | 0                 | 0                 | 27       | 2      | 5           | 0          |
| D. Hasanović  | 22            | 0             | 7             | 0             | 3                       | 0                       | 0                       | 0                       | 2                 | 0                 | 1                 | 0                 | 27       | 0      | 8           | 0          |
| N. Haskić     | 30            | 12            | 4             | 0             | 5                       | 3                       | 0                       | 0                       | 2                 | 0                 | 1                 | 0                 | 37       | 15     | 5           | 0          |
| A. Hrkać      | 11            | 0             | 3             | 0             | 4                       | 0                       | 1                       | 0                       | 0                 | 0                 | 0                 | 0                 | 15       | 0      | 4           | 0          |
| F. Ikić       | 16            | 1             | 6             | 0             | 0                       | 0                       | 0                       | 0                       | 2                 | 0                 | 0                 | 0                 | 18       | 1      | 6           | 0          |
| H. Jogunović  | 1             | 0             | 0             | 0             | 0                       | 0                       | 0                       | 0                       | 0                 | 0                 | 0                 | 0                 | 1        | 0      | 0           | 0          |
| F. Kadrić     | 1             | 0             | 0             | 0             | 0                       | 0                       | 0                       | 0                       | 0                 | 0                 | 0                 | 0                 | 1        | 0      | 0           | 0          |
| M. Karamarko  | 3             | 0             | 0             | 0             | 1                       | 0                       | 0                       | 0                       | 0                 | 0                 | 0                 | 0                 | 4        | 0      | 0           | 0          |
| T.B. Lauš     | 12            | 1             | 3             | 0             | 4                       | 0                       | 1                       | 0                       | 0                 | 0                 | 0                 | 0                 | 16       | 1      | 4           | 0          |
| R. Lea'i      | 10            | 1             | 0             | 0             | 1                       | 0                       | 0                       | 0                       | 0                 | 0                 | 0                 | 0                 | 11       | 1      | 0           | 0          |
| A. Milak      | 1             | 0             | 0             | 0             | 0                       | 0                       | 0                       | 0                       | 0                 | 0                 | 0                 | 0                 | 1        | 0      | 0           | 0          |
| A. Mućaj      | 7             | 0             | 0             | 0             | 0                       | 0                       | 0                       | 0                       | 0                 | 0                 | 0                 | 0                 | 7        | 0      | 0           | 0          |
| E. Muminović  | 3             | 0             | 1             | 0             | 0                       | 0                       | 0                       | 0                       | 0                 | 0                 | 0                 | 0                 | 3        | 0      | 1           | 0          |
| E. Nanic      | 1             | 0             | 0             | 0             | 0                       | 0                       | 0                       | 0                       | 0                 | 0                 | 0                 | 0                 | 1        | 0      | 0           | 0          |
| H. Ovčina     | 12            | 0             | 4             | 0             | 0                       | 0                       | 0                       | 0                       | 0                 | 0                 | 0                 | 0                 | 12       | 0      | 4           | 0          |
| Đ. Pantelić   | 18            | 2             | 1             | 0             | 0                       | 0                       | 0                       | 0                       | 2                 | 0                 | 0                 | 0                 | 20       | 2      | 1           | 0          |
| A. Pavić      | 7             | 0             | 3             | 0             | 0                       | 0                       | 0                       | 0                       | 2                 | 0                 | 0                 | 0                 | 9        | 0      | 3           | 0          |
| O. Pršeš      | 25            | 0             | 2             | 0             | 4                       | 0                       | 0                       | 0                       | 2                 | 0                 | 0                 | 0                 | 31       | 0      | 2           | 0          |
| D. Puce       | 2             | 0             | 0             | 0             | 0                       | 0                       | 0                       | 0                       | 0                 | 0                 | 0                 | 0                 | 2        | 0      | 0           | 0          |
| D. Sijamija   | 7             | 1             | 1             | 0             | 1                       | 0                       | 0                       | 0                       | 0                 | 0                 | 0                 | 0                 | 8        | 1      | 1           | 0          |
| T. Šikalo     | 15            | 0             | 3             | 0             | 5                       | 1                       | 3                       | 0                       | 0                 | 0                 | 0                 | 0                 | 20       | 1      | 6           | 0          |
| E. Vehabović  | 24            | 3             | 8             | 1             | 5                       | 1                       | 1                       | 1                       | 2                 | 0                 | 0                 | 0                 | 31       | 4      | 9           | 2          |
| Wallace       | 10            | 0             | 0             | 0             | 2                       | 1                       | 0                       | 0                       | 0                 | 0                 | 0                 | 0                 | 12       | 1      | 0           | 0          |
| S. Zeljković  | 27            | 0             | 5             | 0             | 5                       | 0                       | 0                       | 0                       | 2                 | 0                 | 0                 | 0                 | 34       | 0      | 5           | 0          |
| D. Zvonić     | 18            | 0             | 2             | 0             | 3                       | 1                       | 0                       | 0                       | 0                 | 0                 | 0                 | 0                 | 21       | 1      | 2           | 0          |
| S. Barou      | 3             | 0             | 0             | 0             | 0                       | 0                       | 0                       | 0                       | 0                 | 0                 | 0                 | 0                 | 3        | 0      | 0           | 0          |
| M. Ćosić      | 11            | 0             | 2             | 0             | 0                       | 0                       | 0                       | 0                       | 2                 | 0                 | 1                 | 0                 | 13       | 0      | 3           | 0          |
| A. Džanković  | 9             | 0             | 0             | 0             | 0                       | 0                       | 0                       | 0                       | 2                 | 0                 | 0                 | 0                 | 11       | 0      | 0           | 0          |
| A. Kvakić     | 13            | 0             | 5             | 0             | 0                       | 0                       | 0                       | 0                       | 0                 | 0                 | 0                 | 0                 | 13       | 0      | 5           | 0          |
| S. Radovac    | 1             | 0             | 0             | 0             | 0                       | 0                       | 0                       | 0                       | 2                 | 0                 | 0                 | 0                 | 3        | 0      | 0           | 0          |
| D. Zajmović   | 16            | 5             | 1             | 0             | 0                       | 0                       | 0                       | 0                       | 1                 | 0                 | 0                 | 0                 | 17       | 5      | 1           | 0          |